# ジベンジリデンアセトン
ジベンジリデンアセトン (dibenzylideneacetone) とは、有機化合物の一種で、芳香族ケトン。ジベンザルアセトンとも呼ばれる。cis,trans 体とcis,cis 体も存在するが、通常trans,trans 体を指す。遷移金属への配位子として、dba と略称される。

## 合成
アセトン1分子とベンズアルデヒド2分子とを、塩基の作用により脱水縮合（クライゼン・シュミット縮合）させると、淡黄色の結晶として得ることができる。

## 性質
Pd(dba)2、Pd2(dba)3•CHCl3 など、パラジウム(0) と安定な錯体を作る。それらの錯体はさまざまなパラジウム(0) 化合物への前駆体として、錯体合成、あるいは触媒反応などで多用される。パラジウムと同族の金属であるニッケル、白金は1,5-シクロオクタジエン (cyclooctadiene, COD) を配位子とする0価錯体 Ni(cod)2、Pt(cod)2 が安定な化合物として知られるのに対し Pd(cod)2 は非常に不安定であるため、Pd2(dba)3 がしばしばその代替品として用いられる。

## 紫外吸収スペクトル
- trans,trans体 λmax 330nm, ε 34,300
- cis,trans体 λmax 295nm, ε 30,300
- cis,cis体 λmax 287nm, ε 11,000[2]